# Atletismo Sub-23
El atletismo sub-23 es una categoría de atletismo en la que compiten atletas que cumplen de 20 a 22 años de edad durante el año en curso. Antiguamente era conocida también como categoría Promesa. Las competiciones mundiales de atletismo sub-23 se llevan a cabo cada dos años y cuentan con la participación de los atletas de todo el mundo.

## Descripción
Los participantes en las competiciones de esta clase deben ser deportistas que se encuentren entre veinte a veintidós años al 31 de diciembre del año de la competición.

## Campeonatos
- Campeonato Europeo de Atletismo Sub-23, organizado por la EAA[2]
- Campeonato de Atletismo NACAC Sub-23[3]
- Campeonato Sudamericano de Atletismo Sub-23[4]